# Nanophyllium larssoni
Nanophyllium larssoni – gatunek straszyka z rodziny liśćcowatych i podrodziny Phyllinae. Występuje endemicznie w indonezyjskiej części Nowej Gwinei.

## Taksonomia
Gatunek ten opisał po raz pierwszy Royce Cumming w 2017 roku. Opisu dokonano na podstawie pojedynczego samca odłowionego w 2008 roku. Jako miejsce typowe wskazano Pegunungan Cyclops w indonezyjskiej Papui Zachodniej na wyspie Nowa Gwinea. Epitet gatunkowy nadano na cześć kalifornijskiego entomologa, Jerriego Larssona.
W obrębie rodzaju gatunek ten umieszczany jest w grupie gatunków stellae wraz z Nanophyllium stellae i Nanophyllium miyashitai.

## Morfologia
Straszyk o ciele długości 42,1 mm, ubarwionym ciemnobrązowo z jaśniejszą pośrodkową przepaską podłużną od głowy do śródplecza oraz dwoma dużymi, jaśniejszymi plamami na piątym segmencie odwłoka. Głowa jest tak długa jak szeroka, bezładnie granulowana, zaopatrzona w długie i cienkie czułki, wyłupiaste, jajowate oczy złożone i troje położonych tuż za nimi przyoczek. Przedplecze jest tak długie jak szerokie, o bokach równoległych. Pokrywy (tegminy) osiągają 6,4 mm długości i 3,1 mm szerokości, nie sięgając do tylnej części zatułowia. Dobrze wykształcone skrzydła tylnej pary osiągają 30 mm długości. Odnóża przedniej pary mają golenie z trójkątnym płatem wewnętrznym zajmującym całą ich długość oraz pozbawione płata zewnętrznego. Odwłok osiąga 12,7 mm szerokości, na odcinku od piątego do siódmego segmentu ma powrębiane krawędzie. Przysadki odwłokowe są długie, wąskie i dość płaskie. Długi i wąski vomer ma boki stopniowo się zbiegające. Szerokie poculum ma zaokrąglony wierzchołek.